# طواف النرويج 2015
طواف النرويج 2015 (بالإنجليزية: 2015 Tour of Norway)‏ هو سباق دراجات هوائية، وهو الموسم رقم 5 من السباق، وأقيم خلال الفترة 20 مايو 2015، وحتى 24 مايو 2015، وامتدّ لمسافة 899.2 كيلومتر، وهو أحد سباقات طواف أوروبا للدراجات 2015، وهو من نوع سباق المرحلة، وهو من نوع سباق الدراجات، وقد شارك في السباق 125 متسابقاً ووصل إلى نهايته 86 متسابقاً.
فاز فيه بالمركز الأول يسبر هانسن، وبالمركز الثاني إيدفالد بواسون هاغن، وبالمركز الثالث ديفيد لوبيز، والفائز في ترتيب التسلق ألكسندر كريستوف، والفائز حسب ترتيب النقاط للشباب أودد كريستيان إيكينغ، والفائز حسب ترتيب التسلق Vegard Robinson Bugge ‏، والفريق الفائز في ترتيب الفرق Cult Energy 2015.

## الفرق
| فرق عالمية (6)- Katusha - Lotto-Soudal - Orica-GreenEDGE - Sky - Tinkoff-Saxo - Trek Factory Racing فرق قارية محترفة (8)- كاجا رورال-سيغوروس 2015 ‏ - CCC Development Team ‏ - Cult Energy Pro Cycling ‏ - MTN-Qhubeka - تيم نوفو نورديسك ‏ - رومبوت تشارلز ‏ - سبورت فلاندرين بالويس 2015 ‏ - Wanty-Groupe Gobert فرق قارية (7)- تيم كووب ‏ - Team FixIT.no ‏ - Joker Fuel of Norway ‏ - Ringeriks-Kraft ‏ - ريوال بلاتفورم 2015 ‏ - Team Sparebanken Sør ‏ - Team Tre Berg–PostNord ‏ |  |
| |  |

## المراحل
| قائمة المراحل | قائمة المراحل | قائمة المراحل                     | قائمة المراحل      | قائمة المراحل | قائمة المراحل   | قائمة المراحل   |
| المرحلة       | التاريخ       | الدورة                            |                    | المسافة (كم)  | الفائز بالمرحلة | القائد العام    |
| ------------- | ------------- | --------------------------------- | ------------------ | ------------- | --------------- | --------------- |
| مرحلة 1       | 20 مايو       | Årnes ‏ – ساربسبورغ                | مرحلة جبلية        | 182٫6         | ألكسندر كريستوف | ألكسندر كريستوف |
| مرحلة 2       | 21 مايو       | درامن – Langesund ‏                | مرحلة جبلية        | 193           | ألكسندر كريستوف | ألكسندر كريستوف |
| مرحلة 3       | 22 مايو       | شين – ريوكان                      | مرحلة جبلية متوسطة | 181٫3         | يسبر هانسن      | يسبر هانسن      |
| مرحلة 4       | 23 مايو       | ريوكان – Geilo ‏                   | مرحلة جبلية متوسطة | 168٫3         | Amets Txurruka ‏ | يسبر هانسن      |
| مرحلة 5       | 24 مايو       | فلو – Hønefoss Airport, Eggemoen ‏ | مرحلة جبلية        | 174           | أندريس فانغستاد | يسبر هانسن      |

## النتيجة

### مرحلة 1
هي مرحلة جبلية، أجريت في 20 مايو 2015، وامتدّت لمسافة 182.6 كيلومتر فاز بالمرحلة ألكسندر كريستوف، ومتصدر الترتيب العام في نهاية المرحلة ألكسندر كريستوف.
| التصنيف العام                          | التصنيف العام       | التصنيف العام | التصنيف العام   | التصنيف العام     |
| العداء                                 | العداء              | البلد         | الفريق          | الوقت             |
| -------------------------------------- | ------------------- | ------------- | --------------- | ----------------- |
| 1                                      | ألكسندر كريستوف     | النرويج       | كاتيوشا         | 4 س 41 دقيقة 55 ث |
| 2                                      | كاليب إيوان         | أستراليا      | Orica-GreenEDGE | + 4 ث             |
| 3                                      | فيجارد ستيك لاينجن  | النرويج       | Joker           | + 4 ث             |
| 4                                      | Oscar Landa ‏        | النرويج       | Coop-Øster Hus  | + 5 ث             |
| 5                                      | إيدفالد بواسون هاغن | النرويج       | MTN-Qhubeka     | + 6 ث             |
| مصدر: ProCyclingStats Cycling Archives |                     |               |                 |                   |

### مرحلة 2
هي مرحلة جبلية، أجريت في 21 مايو 2015، وامتدّت لمسافة 193.0 كيلومتر فاز بالمرحلة ألكسندر كريستوف، ومتصدر الترتيب العام في نهاية المرحلة ألكسندر كريستوف.
| التصنيف العام                          | التصنيف العام      | التصنيف العام | التصنيف العام          | التصنيف العام     |
| العداء                                 | العداء             | البلد         | الفريق                 | الوقت             |
| -------------------------------------- | ------------------ | ------------- | ---------------------- | ----------------- |
| 1                                      | ألكسندر كريستوف    | النرويج       | كاتيوشا                | 9 س 47 دقيقة 18 ث |
| 2                                      | كاليب إيوان        | أستراليا      | Orica-GreenEDGE        | + 8 ث             |
| 3                                      | فيجارد ستيك لاينجن | النرويج       | Joker                  | + 14 ث            |
| 4                                      | انجيل مادرازو      | إسبانيا       | Caja Rural-Seguros RGA | + 14 ث            |
| 5                                      | Oscar Landa ‏       | النرويج       | Coop-Øster Hus         | + 15 ث            |
| مصدر: ProCyclingStats Cycling Archives |                    |               |                        |                   |

### مرحلة 3
هي مرحلة جبلية متوسطة، أجريت في 22 مايو 2015، وامتدّت لمسافة 181.3 كيلومتر فاز بالمرحلة يسبر هانسن، ومتصدر الترتيب العام في نهاية المرحلة يسبر هانسن.
| التصنيف العام                          | التصنيف العام       | التصنيف العام | التصنيف العام   | التصنيف العام      |
| العداء                                 | العداء              | البلد         | الفريق          | الوقت              |
| -------------------------------------- | ------------------- | ------------- | --------------- | ------------------ |
| 1                                      | يسبر هانسن          | الدنمارك      | تينكوف-ساكسو    | 14 س 33 دقيقة 58 ث |
| 2                                      | إيدفالد بواسون هاغن | النرويج       | MTN-Qhubeka     | + 38 ث             |
| 3                                      | غوستاف لارسون       | السويد        | Cult Energy     | + 1 دقيقة 15 ث     |
| 4                                      | ديفيد لوبيز         | إسبانيا       | سكاي            | + 1 دقيقة 15 ث     |
| 5                                      | أندريس فانغستاد     | النرويج       | Sparebanken Sør | + 1 دقيقة 15 ث     |
| مصدر: ProCyclingStats Cycling Archives |                     |               |                 |                    |

### مرحلة 4
هي مرحلة جبلية متوسطة، أجريت في 23 مايو 2015، وامتدّت لمسافة 168.3 كيلومتر فاز بالمرحلة Amets Txurruka ‏، ومتصدر الترتيب العام في نهاية المرحلة يسبر هانسن.
| التصنيف العام                          | التصنيف العام       | التصنيف العام | التصنيف العام   | التصنيف العام      |
| العداء                                 | العداء              | البلد         | الفريق          | الوقت              |
| -------------------------------------- | ------------------- | ------------- | --------------- | ------------------ |
| 1                                      | يسبر هانسن          | الدنمارك      | تينكوف-ساكسو    | 19 س 04 دقيقة 14 ث |
| 2                                      | إيدفالد بواسون هاغن | النرويج       | MTN-Qhubeka     | + 47 ث             |
| 3                                      | ديفيد لوبيز         | إسبانيا       | سكاي            | + 1 دقيقة 05 ث     |
| 4                                      | Ivan Santaromita ‏   | إيطاليا       | Orica-GreenEDGE | + 1 دقيقة 33 ث     |
| 5                                      | غوستاف لارسون       | السويد        | Cult Energy     | + 1 دقيقة 34 ث     |
| مصدر: ProCyclingStats Cycling Archives |                     |               |                 |                    |

### مرحلة 5
هي مرحلة جبلية، أجريت في 24 مايو 2015، وامتدّت لمسافة 174.0 كيلومتر فاز بالمرحلة أندريس فانغستاد، والفائز حسب التصنيف العام يسبر هانسن، ومتصدر الترتيب العام في نهاية المرحلة يسبر هانسن.
| التصنيف العام                          | التصنيف العام | التصنيف العام | التصنيف العام | التصنيف العام |
| العداء                                 | العداء        | البلد         | الفريق        | الوقت         |
| -------------------------------------- | ------------- | ------------- | ------------- | ------------- |
| مصدر: ProCyclingStats Cycling Archives |               |               |               |               |

## التصنيف العام النهائي
| التصنيف العام                          | التصنيف العام        | التصنيف العام | التصنيف العام         | التصنيف العام      |
| الدراج                                 | الدراج               | البلد         | الفريق                | الوقت              |
| -------------------------------------- | -------------------- | ------------- | --------------------- | ------------------ |
| 1.                                     | يسبر هانسن           | الدنمارك      | تينكوف-ساكسو          | 23 س 14 دقيقة 57 ث |
| 2.                                     | إيدفالد بواسون هاغن  | النرويج       | MTN-Qhubeka           | + 47 ث             |
| 3.                                     | ديفيد لوبيز          | إسبانيا       | سكاي                  | + 1 دقيقة 05 ث     |
| 4.                                     | فريدريك ستراند جالتا | النرويج       | Coop-Øster Hus        | + 1 دقيقة 31 ث     |
| 5.                                     | أندريس فانغستاد      | النرويج       | Sparebanken Sør       | + 1 دقيقة 32 ث     |
| 6.                                     | Ivan Santaromita ‏    | إيطاليا       | Orica-GreenEDGE       | + 1 دقيقة 33 ث     |
| 7.                                     | دافيدي ريبلين        | إيطاليا       | CCC Sprandi Polkowice | + 1 دقيقة 36 ث     |
| 8.                                     | ألكسندر كريستوف      | النرويج       | كاتيوشا               | + 1 دقيقة 43 ث     |
| 9.                                     | غوستاف لارسون        | السويد        | Cult Energy           | + 1 دقيقة 46 ث     |
| 10.                                    | لارس بيتر نوردهاوق   | النرويج       | سكاي                  | + 1 دقيقة 51 ث     |
| مصدر: ProCyclingStats Cycling Archives |                      |               |                       |                    |

### تصنيف النقاط
| تصنيف النقاط                           | تصنيف النقاط         | تصنيف النقاط | تصنيف النقاط   | تصنيف النقاط |
| الدراج                                 | الدراج               | البلد        | الفريق         | الوقت        |
| -------------------------------------- | -------------------- | ------------ | -------------- | ------------ |
| 1.                                     | ألكسندر كريستوف      | النرويج      | كاتيوشا        | 53 نقطة      |
| 2.                                     | إيدفالد بواسون هاغن  | النرويج      | MTN-Qhubeka    | 39 نقطة      |
| 3.                                     | فريدريك ستراند جالتا | النرويج      | Coop-Øster Hus | 33 نقطة      |
| مصدر: ProCyclingStats Cycling Archives |                      |              |                |              |

### تصنيف الجبال
| تصنيف الجبال                           | تصنيف الجبال           | تصنيف الجبال | تصنيف الجبال    | تصنيف الجبال |
| الدراج                                 | الدراج                 | البلد        | الفريق          | الوقت        |
| -------------------------------------- | ---------------------- | ------------ | --------------- | ------------ |
| 1.                                     | Vegard Robinson Bugge ‏ | النرويج      | Sparebanken Sør | 28 نقطة      |
| 2.                                     | بيم يجثارت             | هولندا       | لوتو سودال      | 20 نقطة      |
| 3.                                     | أندرس سكارسيث          | النرويج      | Joker           | 18 نقطة      |
| مصدر: ProCyclingStats Cycling Archives |                        |              |                 |              |

## تصنيف الفرق

### الفرق حسب الوقت
| تصنيف الفرق حسب الوقت                  | تصنيف الفرق حسب الوقت  | تصنيف الفرق حسب الوقت | تصنيف الفرق حسب الوقت |
| الفريق                                 | الفريق                 | البلد                 | الوقت                 |
| -------------------------------------- | ---------------------- | --------------------- | --------------------- |
| 1.                                     | Cult Energy            | الدنمارك              | 69 س 50 دقيقة 35 ث    |
| 2.                                     | Caja Rural-Seguros RGA | إسبانيا               | + 14 ث                |
| 3.                                     | Joker                  | النرويج               | + 21 ث                |
| مصدر: ProCyclingStats Cycling Archives |                        |                       |                       |

## تصانيف فرعية

### تصنيف أفضل شاب
| تصنيف أفضل شاب                         | تصنيف أفضل شاب       | تصنيف أفضل شاب | تصنيف أفضل شاب | تصنيف أفضل شاب     |
| الدراج                                 | الدراج               | البلد          | الفريق         | الوقت              |
| -------------------------------------- | -------------------- | -------------- | -------------- | ------------------ |
| 1.                                     | أودد كريستيان إيكينغ | النرويج        | Joker          | 23 س 16 دقيقة 53 ث |
| 2.                                     | أندرس سكارسيث        | النرويج        | Joker          | + 1 دقيقة 20 ث     |
| 3.                                     | Ole André Austevoll ‏ | النرويج        | FixIT.no       | + 8 دقيقة 24 ث     |
| مصدر: ProCyclingStats Cycling Archives |                      |                |                |                    |

## وصلات خارجية
- لمحة عن سباق طواف النرويج 2015 على موقع  ProCyclingStats   (برو  سايكلنج  ستاتس) - إحصاءات  محترفي  الدراجات.
- طواف النرويج 2015 على موقع إحصائيات الدراجات الإحترافية (الإنجليزية)
- طواف النرويج 2015 في موقع Cycling Archives سايكلنج أركايفز